# Penal-Debe
Penal-Debe ist eine Region und Verwaltungseinheit auf Trinidad in Trinidad und Tobago.

## Geographie
Penal-Debe liegt im Süden Trinidads. Die Region grenzt im Norden an San Fernando, im Osten an Princes Town und im Westen an Siparia. Im Nordwesten hat die Region eine kleine Küstenlinie am Golf von Paria. Südlich von Penal-Debe verläuft die Meerenge Boca del Serpiente, die den westlich gelegenen Golf von Paria vom Atlantischen Ozean trennt. Auf der gegenüberliegenden Seite der Boca del Serpiente, etwa 30 km von Penal-Debe entfernt, befindet sich das venezolanische Festland. Geographisch ist die Region in die Tiefebene Naparima Plain im Norden und das Mittelgebirge Southern Range im Süden getrennt.
Der Oropouche Swamp, ein ökologisch bedeutendes Feuchtgebiet, liegt im Nordwesten im Grenzgebiet zu Siparia. Der South Oropouche River, der Penal-Debe in Ost-West-Richtung durchquert und über den Oropouche Swamp in den Golf von Paria entwässert, ist das bedeutendste Fließgewässer der Region. Das größte stehende Gewässer ist der Petrotrin Pond in Penal.
Bedeutende Städte und Orte in Penal-Debe sind:
- Debe
- Hermitage
- Penal

## Wirtschaft und Infrastruktur
Penal-Debe ist landwirtschaftlich geprägt. Der Norden ist durch die Nähe zu San Fernando urbanisiert und industrialisiert, während das südliche Drittel der Region bedingt durch das hügelige Terrain weitgehend unerschlossen ist. An der Südküste existiert in Morne Diablo in geringem Umfang Fischereiindustrie. Die Öl- und Erdgasindustrie konzentriert sich auf die Städte Penal und Barrackpore.
Der Sir Solomon Hochoy Highway, die wichtigste Nord-Süd-Verkehrsachse Zentraltrinidads, verläuft durch den Norden Penal-Debes, endet jedoch in Debe; weitere Bauabschnitte sind in Planung. Die Southern Main Road, die Port of Spain und San Fernando mit Point Fortin und dem äußersten Südwesten des Landes verbindet, quert Penal-Debe. 
Im mit San Fernando verschmolzenen La Romaine im Nordwesten von Penal-Debe liegt die Gulf City Mall, ein großes Einkaufszentrum.

## Geschichte
Bis 1990 war Trinidad in Counties unterteilt. Im Rahmen einer Verwaltungsreform (Municipal Corporations Act No. 21) wurden 1990 sämtliche Counties aufgelöst und neue Verwaltungseinheiten geschaffen. Aus Teilen des Countys Victoria wurde Penal-Debe.

## Galerie

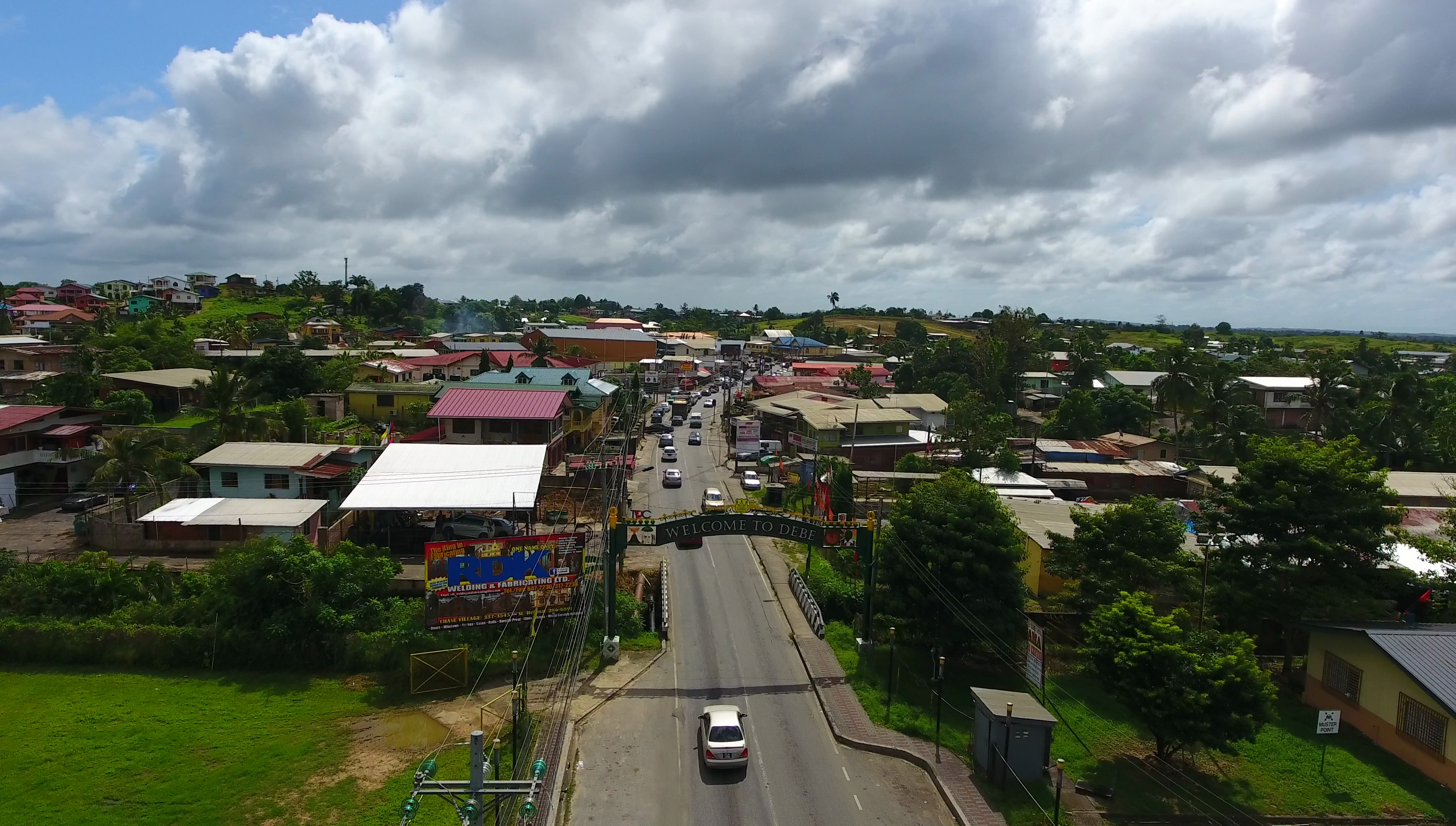
Debe
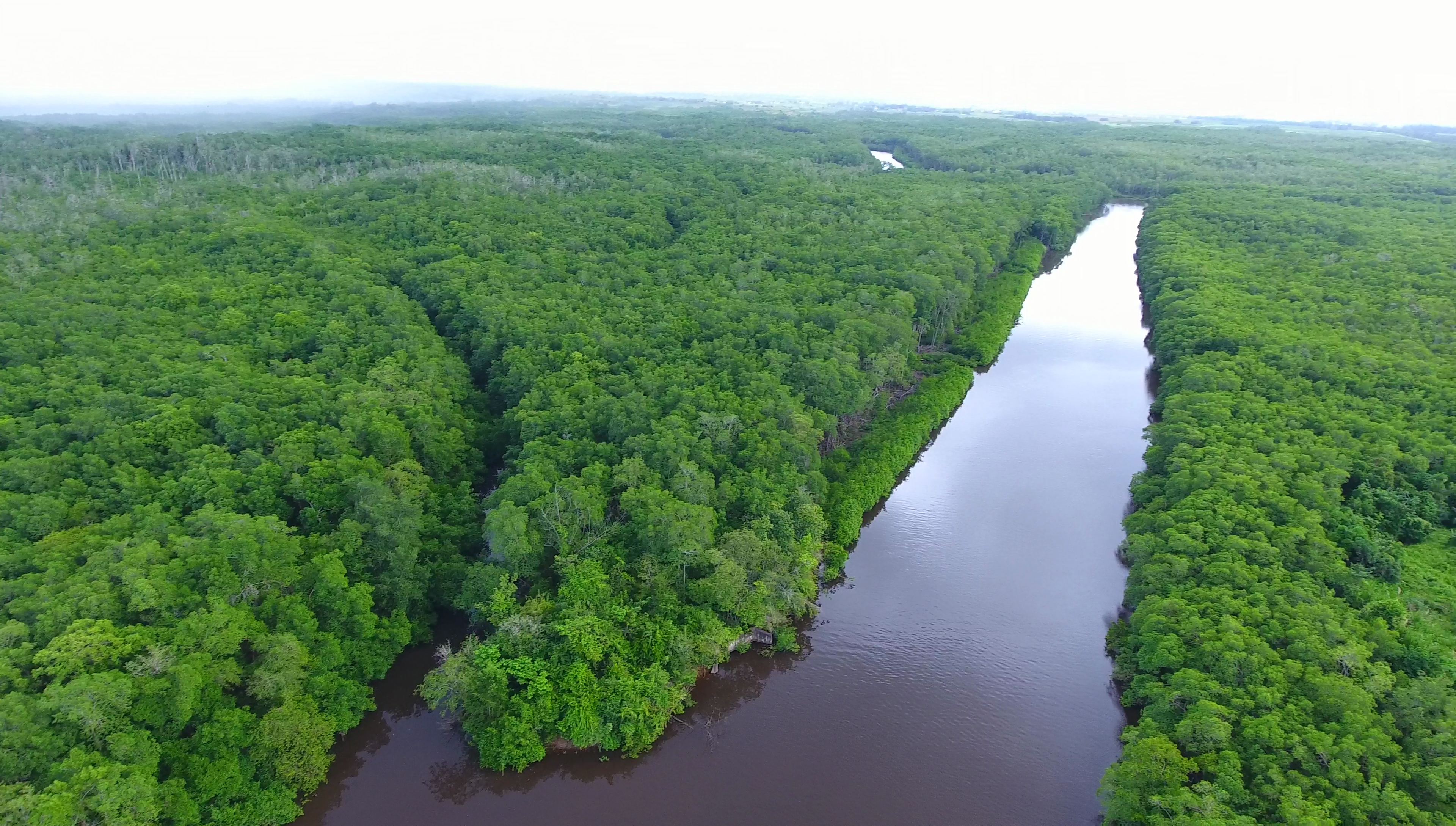
Oropouche Swamp